# Leonid Denysenko
Leonid Denysenko, né le 25 juillet 1926 à Varsovie en Pologne et mort le 12 mai 2020, est un artiste australien d'ascendance ukrainienne vivant à Sydney, Australie.

## Œuvres

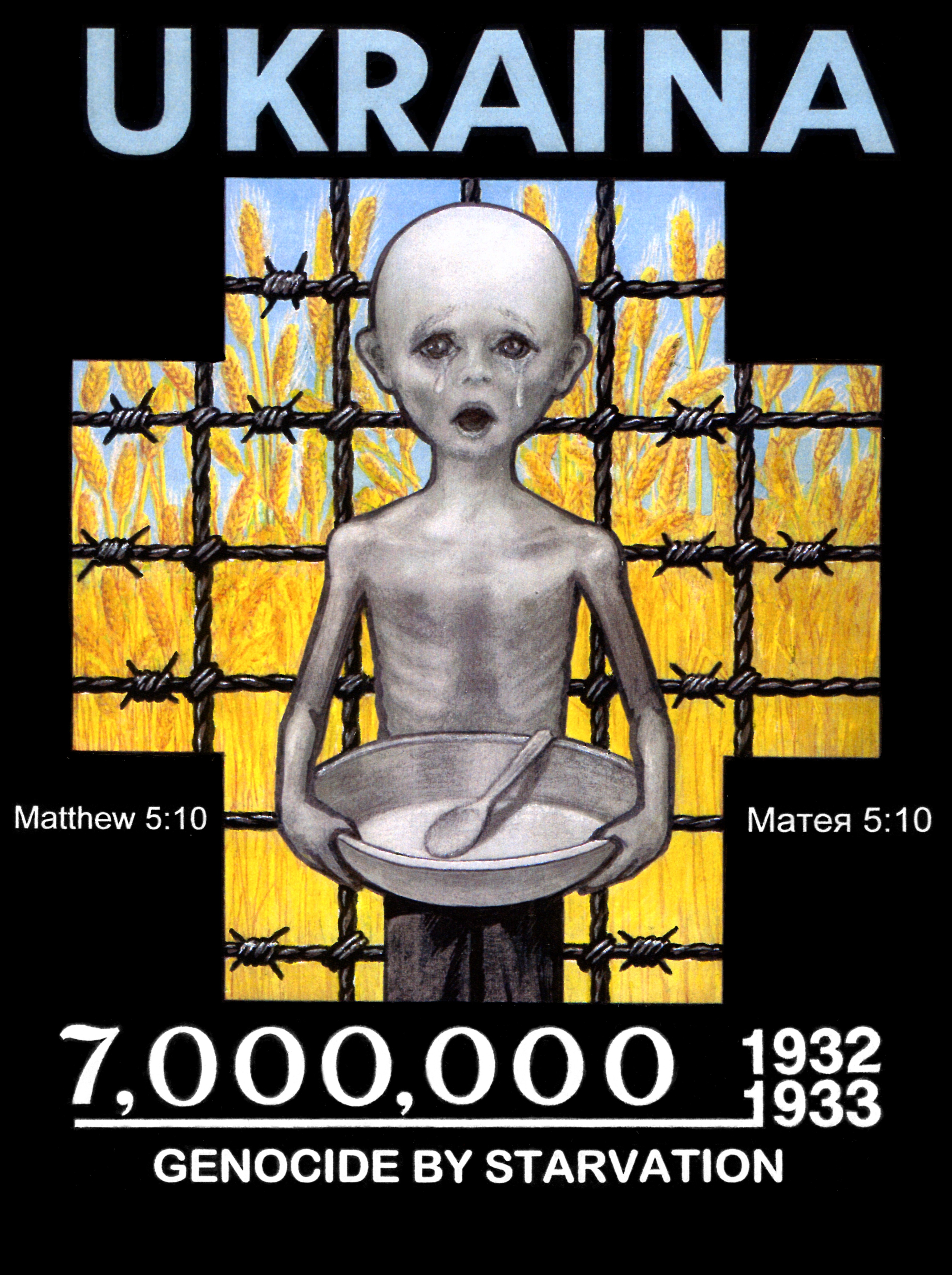
Poster sur l'Holodomor par Leonid Denysenko, 2009
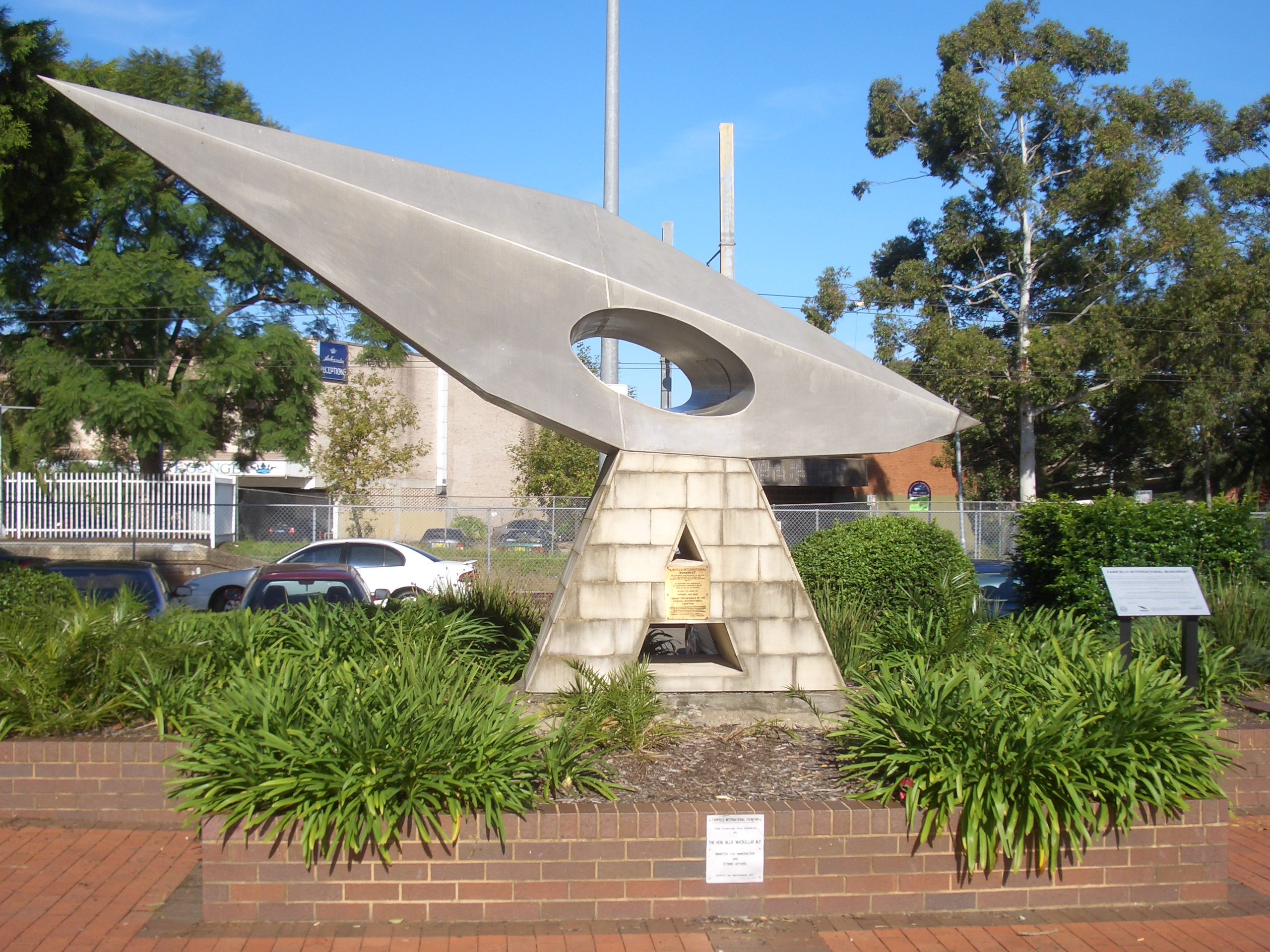
Le Monument International célébrant la communauté multi-ethnique de Fairfield à l'ouest de Sydney. Dessiné par Leonid et Jurij Denysenko.